# Cyrtochilum andreettae
Cyrtochilum andreettae là một loài thực vật có hoa trong họ Lan. Loài này được Königer & J.Portilla mô tả khoa học đầu tiên năm 1995.